# Газпромнефть-Хантос
«Газпромнефть-Хантос» — одно из крупнейших дочерних предприятий компании «Газпром нефть». Предприятие ведёт добычу на месторождениях Ханты-Мансийского автономного округа и Тюменской области, в том числе, работает на южной лицензионной территории одного из крупнейших месторождений в России — Приобского месторождения нефти.

## История
ООО «Газпромнефть-Хантос» создано в 2005 году на базе двух региональных нефтедобычных проектов — «Приобский» и «Пальяновский». Основной объём нефтедобычи «Газпромнефть-Хантоса» приходится на Южно-Приобское месторождение (южная лицензионная территория), начальные геологические запасы которого составляют более 460 млн тонн н. э. Из-за крайне низкой проницаемости пластов разработка Южно-Приобского месторождения долгое время считалась нерентабельной. За счёт применения новых технологий, в частности гидроразрыва пласта и горизонтального бурения, компании удалось не только начать его разработку, но и кратно повысить объём добычи: с 2,7 млн тонн н. э.в 2005 году до 12,5 млн тонн н. э.  в  2017 году.
В 2012 году в структуру предприятия интегрирована НК «Магма». К производственным объектам добавились два месторождения в Нижневартовском районе: Орехово-Ермаковское и Южное.
В январе 2013 года началась разработка Южно-Киняминского месторождения в Сургутском районе.
В 2014 году «Газпромнефть-Хантос» стал победителем в номинации «Компания года» ежегодного регионального конкурса «Чёрное золото Югры» и четыре года подряд, начиная с 2010 года предприятие занимало первое место в номинации «Самая динамично развивающаяся вертикально интегрированная компания».
В марте 2015 года компания получила лицензии на изучение, разведку и добычу на двух лицензионных участках в ХМАО - Югре - Малоюганском и Западно-Зимнем.
По итогам геологоразведочных работ 2017 года «Газпромнефть-Хантос» открыл новое нефтяное месторождение на перспективном участке в Кондинском районе ХМАО - Югры. Месторождению было присвоено имя Александра Жагрина, в честь бывшего главы дирекции по добыче "Газпром нефти".
В 2018 году «Газпромнефть-Хантос» добыл 150-миллионную тонну нефти с начала промышленной эксплуатации первых нефтяных активов предприятия в 2005 году.
В производственной деятельности предприятия находится 8 месторождений: Зимнее, Южное, Южно-Киняминское, Орехово-Ермаковское, северо-восточная часть Пальяновской площади Красноленинского месторождения, южная лицензионная территория Приобского месторождения, месторождение им. Александра Жагрина, Малоюганское месторождение.

## Деятельность
«Газпромнефть-Хантос» ведет добычу на месторождениях в Югре и Тюменской области: Южной лицензионной территории Приобского месторождения, Зимнем (Тюменская область), Орехово-Ермаковском, Южном, Пальяновской площадки Красноленинского месторождения, Южно-Киняминском, Малоюганском и месторождении им. Александра Жагрина.

### Запасы
По состоянию на начало 2020 года ресурсная база «Газпромнефть-Хантоса» составляет 560 млн тонн н.э.

### Производственные показатели
2019 году добыча предприятия составила 13,5 млн тонн нефтяного эквивалента.
| Показатель                               | Ед. изм.       | 2008 факт | 2009 факт | 2010 факт | 2011 факт | 2012 факт | 2013 факт | 2014 факт | 2015 факт | 2016 факт | 2017 факт | 2018 факт | 2019 факт |
| ---------------------------------------- | -------------- | --------- | --------- | --------- | --------- | --------- | --------- | --------- | --------- | --------- | --------- | --------- | --------- |
| Добыча сырья (всего)                     | млн тонн н. э. | 8,3       | 9,4       | 10,8      | 11,93     | 12,89     | 13,95     | 14,6      | 15,0      | 15,4      | 15,3      | 14,6      | 13,5      |
| Количество скважин, законченных бурением | штук           | 336       | 425       | 410       | 383       | 400       | 375       | 390       | 327       | 327       | 301       | 185       | 208       |

### Работа с трудноизвлекаемыми запасами нефти
В рамках комплексных проектов в мае 2012 г. на базе «Газпромнефть-Хантоса» создан Центр компетенций по работе с трудноизвлекаемыми запасами углеводородов. Это площадка, где на постоянной основе встречаются специалисты «Газпром нефти», нефтяных компаний-единомышленников, а также представители органов региональной власти для обсуждения лучших практик в области работ с трудноизвлекаемыми запасами нефти.
В 2016 году впервые в России «Газпромнефть-Хантос» на Южно-Приобском месторождении провел 30-стадийный ГРП по «бесшаровой» технологии.
В феврале 2015 года успешно завершен первый этап изучения нетрадиционных запасов углеводородов на Южно-Приобском месторождении. Полученные результаты позволили убедиться в наличии в баженовской свите зон с подвижными запасами нефти.
«Газпромнефть-Хантос» много лет осуществляет разработку традиционных запасов нефти на Южно-Приобском месторождении, однако лицензия на геологическое изучение глубоких перспективных нефтенасыщенных горизонтов (баженовской и тюменской свит) была получена только в марте 2014 года. Пласты расположены на глубине 3-3,2 тыс. метров, содержащиеся в них ресурсы являются трудноизвлекаемыми из-за низких фильтрационных свойств пород-коллекторов. Баженовская и абалакская свиты также относятся к категории нетрадиционных запасов углеводородов и являются аналогом залежей сланцевой нефти.
В мае 2017 года Министерство энергетики РФ одобрило заявку «Газпром нефти» и присвоило статус национального проекту «Создание комплекса отечественных технологий и высокотехнологичного оборудования разработки запасов баженовской свиты».
В сентябре 2017 года компания и Правительство Югры заключили соглашение о создании на территории региона "Технологического центра «Бажен», где будут сосредоточены передовые компетенции и технологии, имеющиеся в распоряжении «Газпром нефти», которые станут базовыми для создания экономически эффективных методов разработки баженовской свиты.
В июле 2018 года «Газпром нефть» создала в ХМАО — Югре "Технологический центр «Бажен». Площадкой для испытания новых технологий и оборудования стала Пальяновская площадь Красноленинского месторождения, где с 2013 года компания ведет геологическое изучение и добычу нефти из нетрадиционных коллекторов.

### Утилизация попутного нефтяного газа и развитие газогенерации
В декабре 2013 года «Газпром нефть» и СИБУР подписали Соглашение о строительстве в Ханты-Мансийском автономном округе (ХМАО) нового газоперерабатывающего завода мощностью 900 млн кубометров попутного нефтяного газа (ПНГ) в год на базе Южно-Приобской компрессорной станции (КС).
В сентябре 2015 года состоялся торжественный пуск Южно-Приобского ГПЗ, в котором посредством видеосвязи приняли участие премьер-министр РФ Дмитрий Медведев и губернатор ХМАО-Югры Наталья Комарова. С открытием завода «Газпром нефть» вышла на 95 % утилизации ПНГ.

## Руководство
- Колупаев Дмитрий Юрьевич — генеральный директор